# La Isla, Lagos de Moreno
La Isla är en ort i Mexiko.   Den ligger i kommunen Lagos de Moreno och delstaten Jalisco, i den centrala delen av landet, 400 km nordväst om huvudstaden Mexico City. La Isla ligger 1 878 meter över havet och antalet invånare är 417.
Terrängen runt La Isla är huvudsakligen platt, men västerut är den kuperad. Runt La Isla är det ganska tätbefolkat, med 56 invånare per kvadratkilometer. Närmaste större samhälle är Lagos de Moreno, 4,5 km söder om La Isla. Trakten runt La Isla består till största delen av jordbruksmark.